# 恵宗 (西夏)
恵宗（けいそう）は、西夏の第3代皇帝。諱は秉常。

## 生涯
父の毅宗の急死により、わずか7歳で即位する。幼少であったため、生母の一族である梁氏が王朝の実権を掌握していた。この時代の西夏の国力は衰退し、北宋による侵攻を受けている。16歳になると親政を開始したが、梁氏の勢力は強大であり、親政は名目的なものにすぎなかった。26歳の若さでの死去はその憂悶によるという。